# Matilla de los Caños
Matilla de los Caños – gmina w Hiszpanii, w prowincji Valladolid, w Kastylii i León, o powierzchni 12,29 km². W 2011 roku gmina liczyła 95 mieszkańców.